# Ружин (Польща)
Ружин (пол. Różyn, нім. Rosenbeck) — село в Польщі, у гміні Любоміно Лідзбарського повіту Вармінсько-Мазурського воєводства.
Населення — 30 осіб (2011).
У 1975-1998 роках село належало до Ольштинського воєводства.

## Демографія
Демографічна структура станом на 31 березня 2011 року:
|          | Загалом | Допрацездатний вік | Працездатний вік | Постпрацездатний вік |
| -------- | ------- | ------------------ | ---------------- | -------------------- |
| Чоловіки | 16      | 3                  | 10               | 3                    |
| Жінки    | 14      | 1                  | 8                | 5                    |
| Разом    | 30      | 4                  | 18               | 8                    |